# Rhabditis typica
Rhabditis typica is een rondwormensoort uit de familie van de Rhabditidae. De wetenschappelijke naam van de soort is voor het eerst geldig gepubliceerd in 1922 door Stefanski.